# Army Wives
Army Wives (Arméfruar) är en amerikansk TV-serie som producerased för kabeltv-kanalen Liftetime, vars första säsong sändes 2007 och avslutades 2013. 

## Synopsis
Serien handlar om några fruar till soldater i USA:s armé samt en make till en kvinnlig officer och om deras dagliga vedermödor.

## Om serien
Serien bygger på en bok, Under the Sabers: The Unwritten Code of Army Wives av Tanya Biank.
Army Wives spelades in i Charleston i delstaten South Carolina och utspelar sig vid en fiktiv armébas, Fort Marshall som huserar det likadeles fiktiva förbandet 23rd Airborne Division.

## Svensk TV-visning
Army Wives har visats i Sverige på Sjuan (f.d. TV4+).